# Aleksandr Selevko
Aleksandr Selevko (Jõgeva, 23 de mayo de 2001) es un deportista estonio que compite en patinaje artístico, en la modalidad individual. Ganó una medalla de plata en el Campeonato Europeo de Patinaje Artístico sobre Hielo de 2024.

## Palmarés internacional
| Campeonato Europeo | Campeonato Europeo | Campeonato Europeo | Campeonato Europeo |
| Año                | Lugar              | Medalla            | Categoría          |
| ------------------ | ------------------ | ------------------ | ------------------ |
| 2024               | Kaunas (Lituania)  | Medalla de plata   | Individual         |